# Taylor Eisenhart
Taylor Eisenhart (American Fork, 14 juni 1994) is een Amerikaans wielrenner die anno 2018 rijdt voor Holowesko-Citadel p/b Araphaoe Resources.

## Carrière
Als junior won Eisenhart etappes in de Tour du Pays de Vaud en de Ronde van Abitibi in 2012. Op het wereldkampioenschap dat jaar werd hij tiende in de tijdrit voor junioren en reed hij de wegwedstrijd niet uit.
Als eerstejaars belofte werd Eisenhart onder meer veertiende in het eindklassement van de Ronde van de Isard en zesde in dat van de Ronde van Thüringen, waar hij wel het jongerenklassement won. In juli 2014 werd Eisenhart, achter Tanner Putt en Keegan Swirbul, derde in het nationale kampioenschap op de weg voor beloften. Een dag later was hij wel de beste in de tijdrit. In 2016 won hij, samen met zijn ploeggenoten van BMC Development Team, de openingsploegentijdrit van de Ronde van de Aostavallei. De leiderstrui die Eisenhart mocht aantrekken raakte hij een dag later kwijt aan Mark Padoen. Als stagiair bij BMC Racing Team later dat jaar nam hij onder meer deel aan de Ronde van Utah, waarin hij zevende werd in het eindklassement, en de Ronde van Groot-Brittannië (mannen)Ronde van Groot-Brittannië.
In 2017 werd Eisenhart, namens Holowesko-Citadel Racing p/b Hincapie Sportswear, onder meer derde in het eindklassement van de Ronde van de Gila, elfde in dat van de Ronde van Utah en vierde in dat van de Colorado Classic. Omdat zijn ploeg een jaar later een stap hogerop deed, werd Eisenhart in 2018 prof.

## Overwinningen
2012
1e en 2e etappe deel A Tour du Pays de Vaud
Eindklassement Tour du Pays de Vaud
2e en 3e etappe Ronde van Abitibi
Eind- en bergklassement Ronde van Abitibi
2013
Jongerenklassement Ronde van Thüringen
2014
 Amerikaans kampioen tijdrijden, Beloften
2016
1e etappe Ronde van de Aostavallei (ploegentijdrit)
2017
Eindklassement Redlands Bicycle Classic

## Ploegen
- 2016 –  BMC Racing Team (stagiair vanaf 27-7)
- 2017 –  Holowesko-Citadel Racing p/b Hincapie Sportswear
- 2018 –  Holowesko-Citadel p/b Araphaoe Resources

Atapuma · Bohli · Bookwalter · Burghardt · Caruso · De Marchi · Dennis · Dillier · Drucker · Gerts · Gilbert · Hermans · Küng · Moinard · Oss · Phinney · Porte · Quinziato · Rosskopf · Sánchez · Schär · Senni · Teuns · Van Avermaet  · Van Garderen · Velits · Vliegen · Wyss · Zabel · Eisenhart (stagiair) · Lienhard (stagiair)
Brennan · Bryon · Carpenter · Clark · Companioni · Eisenhart · Flaksis · Krasilnikaw · Lewis · Magner · Murphy · Rhim
Brøchner · Bryon · Bybee · Companioni · Dahlheim · Eisenhart · Flaksis · Gómez · Koontz · Krasilnikaw · Lewis · Lienhard · Murphy · Rhim · Sánchez · Schmitt